# Albert Verlackt
Albert Verlackt (Antwerpen, 1 september 1914 - Borgerhout, 8 november 1958) was een Belgische politicus voor de CVP.

## Levensloop
Hij was aanvankelijk arbeider, maar door bijscholing bracht hij het tot maatschappelijk assistent en werd hij adviseur voor beroepskeuze. Ook engageerde hij zich binnen de KAJ en de KWB.
Via de KWB belandde Verlackt binnen de CVP en zetelde voor deze partij van 1946 tot aan zijn dood in 1958 in de Kamer van volksvertegenwoordigers. Hij vertegenwoordigde het  arrondissement Antwerpen en was in de Kamer actief in de commissies Onderwijs en Koloniën. In 1958 overleed hij aan een zware ziekte die hij opgelopen had tijdens een studiereis in Belgisch Congo.
Albert Verlackt huwde in 1944 met Maria Gevaert. Na zijn overlijden zetelde zij van 1961 tot 1976 in de Kamer van volksvertegenwoordigers. Zij bleef daar tot in 1976. In 1973 was zij een korte tijd staatssecretaris voor het gezin in de Regering-Leburton. Zij brachten samen vier kinderen groot en zijn de grootouders van onder meer actrice Tine Embrechts, zanger Bert Embrechts en acteur Pieter Embrechts.